# 부모님 전상서
《부모님 전상서》는 2004년 10월 16일부터 2005년 6월 5일까지 방영된 한국방송공사 주말연속극이다.

## 기획 의도
남편조차 외면한 상황 속에서 자폐아 아들을 혼자 기르며 힘겹게 살아가는 여인의 삶을 통해, 가정의 소중함과 중요성을 깨닫게 하고 결혼의 의미를 되새겨 보는 이야기를 그린 드라마

## 등장 인물
모든 등장인물들의 나이는 2004년 기준 세는 나이로 표기되어 있다.

### 재효네
- 송재호 : 안재효(61세 - 62세) 역 - 초등학교 교감
- 김해숙 : 김옥화(57세 - 58세) 역 - 재효의 아내
- 김보연 : 안금주(48세 - 49세) 역 - 재효의 동생

### 성실네
- 김희애 : 안성실(36세) 역 - 맏딸, 여주인공
- 허준호 : 박창수(38세) 역 - 성실의 남편, 재효의 맏사위
- 박지미 : 박수아(16세) 역 - 성실의 딸
- 유승호 : 박준(12세) 역 - 성실의 아들

### 지환네
- 장현성 : 안지환(30세) 역 - 재효의 맏아들, 은행원
- 송선미 : 송아리(29세) 역 - 지환의 애인

### 정환네
- 이동욱 : 안정환(28세) 역 - 재효의 둘째 아들
- 이민영 : 우미연(28세) 역 - 정환의 초등동창

### 성미네
- 이유리 : 안성미(24세) 역 - 재효의 막내딸
- 정준 : 이형표(27세) 역 - 성미의 애인

### 그 외 인물
- 김용건 : 우태술 역 - 미연 아버지
- 김동주 : 마경자 역 - 미연 어머니
- 정욱 : 송 회장 역
- 나문희 : 창수 어머니 역
- 김민경 : 채영 역
- 김우현 : 황규식 역
- 조은덕 : 노 여사 역 - 아리네 집사
- 김나운 : 혜영 역 - 성실의 친구
- 방은희 → 신소미[1] : 명숙 역 - 닭발집 종업원
- 이찬 : 박찬호 역
- 김영철 : 신신철 역
- 맹상훈 : 최씨 역
- 시원 : 김훈섭 역
- 이자영 : 순지 역
- 유인석
- 공재원
- 김애경
- 나경민
- 최지해
- 유승민
- 정재순 : 창수의 이모
- 이경심 : 박창미(33세) 역 - 창수의 여동생

## 수상 경력
- 2005년 제 32회 한국방송대상 통합 작가상[2] 김수현(한국방송작가협회 추천)
- 2005년 제 18회 한국방송작가상 드라마 부문상 김수현
- 2005년 KBS 연기대상 여자 최우수 연기상 김해숙
- 2005년 KBS 연기대상 청소년 연기상 유승호
- 2005년 KBS 연기대상 작가상 김수현
- 2005년 KBS 연기대상 공로상 정을영

## 연장
- 2005년 4월 29일 : 부모님전상서 방영 분량이 50부작에서 18회 연장되어 68부작으로 변경 및 확정되었다.

## 참고 사항
- 극 중 안성미 역의 이유리는 MBC 특집극 <아르곤> 이후 1년 만에 안방극장 복귀를 했다.[3] 이 역은 당초 소이현이 낙점됐으나 캐스팅 과정에서 외주 제작사와 마찰을 겪어 중도 하차하였고,[4] 조안에게도 제안이 갔으나 SBS <토지>의 귀녀 역을 맡기 위해 거절한 바 있다.[5]
- 허준호가 맡았던 박창수 역은 당초 윤다훈이 낙점됐으나 악역이란 점 때문에 고사한 바 있고,[6] 이 때문에 허준호는 KBS 2TV <해신> 염장 역 캐스팅 제의를 거절했다.[7]
- 송선미가 맡았던 송아리 역은 당초 이승연이 낙점됐으나 위안부 사건 때문에 해당 작품 뿐 아니라 MBC <장미의 전쟁> 등의 드라마 캐스팅 제의를 고사한 바 있다.[8]
- 김수현 작가는 '재미와 감동은 물론 인생의 귀감이 되는 드라마의 면모를 보여줌으로써 작가의 역량을 높이 평가받았다'는 호평을 받아 2005년 12월 열린 제 18회 한국방송작가상 드라마 부문 수상의 영예를 안았다.[9]
- 정욱(송 회장 역)의 불미스러운 일 탓인지 KBS 걸작선에서는 1회(2007년 9월 18일)만 방영하고 막을 내려야 했다.[10]
- 종영 후 후난위성텔레비전에서 다시 방송되었다.

## 경쟁 프로그램
- 한강수타령
- 떨리는 가슴
- 사랑찬가 (이상 MBC)
- 작은 아씨들
- 토지
- 그 여름의 태풍 (이상 SBS)